# 鈴木久泰
鈴木 久泰（すずき ひさやす、1953年3月31日 - ）は、日本の国土交通官僚（運輸）。元海上保安庁長官。日本空港ビルデング株式会社取締役副社長。

## 経歴
福島県いわき市旧好間村出身。好間第一小学校、好間中学校、福島県立磐城高等学校を経て、東京大学法学部第2類（公法コース）卒業後、1975年に運輸省に入省。船舶局監理課に配属。入省後は大野明運輸大臣事務秘書官、旅客課長、関西国際空港課長、大臣官房総括審議官等を経て、国土交通省航空局長を務める。航空局長時代には富士山静岡空港、茨城空港の開港に携わった。
2008年7月に海上保安庁次長に異動。2009年7月24日、海上保安庁長官に就任。2012年9月11日退官。同年日本空港ビルデング株式会社顧問に就任。日本空港ビルデング株式会社専務執行役員関連会社担当を経て、2014年6月日本空港ビルデング株式会社取締役副社長兼執行役員（社長補佐、渉外担当（関連会社含む））。2023年、瑞宝重光章受章。

## 備考
故郷である福島県いわき市の応援大使に委嘱されている。